# The Last Goodnight
The Last Goodnight – amerykański zespół muzyczny stworzony przez pięciu szkolnych kolegów: Johna Kurtisa (wokal główny, klawisze), Mike'a Nadeau (gitara), Antona Yuracka (gitara, klawisze, wokal), Leifa Christensena (bas) i Larone'a McMillana (perkusja).

## Historia
W 2004 grupa dawała koncerty m.in. w Los Angeles i Kalifornii. Podczas jednego z nich na sali był obecny producent muzyczny Jeff Blue, znany ze współpracy z Linkin Park i Macy Gray, właściciel Virgin Records. Kilka dni później zaprosił zespół do swego biura, gdzie zaczął dyskusje o jego przyszłości, i pod koniec 2006, podpisał z nim kontrakt. Wtedy członkowie postanowili zmienić nazwę na The Last Goodnight.
W 2002 pod poprzednią nazwą Renata zespół wydał album zatytułowany She Walked with Kings, natomiast w 2004 na rynek wypuszczono krążek The Other Side of Earth. Obie płyty nie odniosły sukcesu komercyjnego.
Zespół często występował jako support m.in. Avril Lavigne, Lifehouse. W 2007 zespół pod nową nazwą wydał swoją trzecią i ostatnią płytę zatytułowaną Poison Kiss, a promujący ja singiel się „Pictures of You” został wykorzystany w reklamie sieci komórkowej Era. Piosenka ta stała się wizytówką zespołu w Polsce.

## Dyskografia

### Albumy
- She Walked with Kings - 2002
- The Other Side of Earth - 2004
- Poison Kiss - 2007

### Single
- Pictures of You - 2007
- Stay Beautiful - 2008
- In Your Arms - 2008

## Music Awards

### 2003
- "Best Male Vocalist" - Hartford Advocate Reader's Poll
- "Best Pop Rock Band" - Hartford Advocate Reader's Poll

### 2002
- "Best Male Vocalist" - Hartford Advocate Reader's Poll
- "Best Pop Rock Band" - Hartford Advocate Reader's Poll

### 2001
- "Best Original Rock Band" - Hartford Advocate Reader's Poll